# Alica Ryba
Alica Ryba (* 1982) ist eine deutsche Betriebswirtin, Wirtschaftspsychologin, Coach und Fachbuchautorin.

## Leben
Nach einem Studium der Betriebswirtschaftslehre mit Schwerpunkt Wirtschaftspsychologie promovierte Ryba Universität Bremen bei Gerhard Roth. Sie absolvierte verschiedene Coaching-Weiterbildungen, integrativ (Rauen & Steinhübel), systemisch (Institut für systemische Therapie und Transaktionsanalyse (isb) Wiesloch), hypnotherapeutisch und generativ (Gilligan und Dilts). Ryba ist tätig als Beraterin, Trainerin, Coach und in der Weiterbildungen von Coaches und publizierte verschiedene Fachbücher zum Thema Coaching.
Sie ist wissenschaftliches Mitglied des Roth-Instituts Bremen und Inhaberin von ARYBA Coaching in Hamburg.

## Werke

### Publikationen in Buchform
- Integratives Coaching. Implikationen der allgemeinen Psychotherapie für die Professionalisierung des Coachings, VDM Verlag Dr. Müller, Saarbrücken 2007, ISBN 978-3-8364-3472-0.

- mit Daniel Pauw (Hrsg.), David Ginati (Hrsg.), Stephan Rietmann (Hrsg.), Professionell coachen.Das Methodenbuch. Erfahrungswissen und Interventionstechniken von 50 Coachingexperten, Beltz, Weinheim / Basel 2014, ISBN 978-3-407-36547-7.

- (Hrsg.) David Ginati, (Hrsg.) Daniel Pauw (Hrsg.), Stephan Rietmann (Hrsg.), Professionell coachen – konkret. Das Fall- und Reflexionsbuch: Vom Erfahrungswissen zur Handlungskompetenz, Beltz, Weinheim, Basel 2014, ISBN 978-3-407-36560-6.

- mit Gerhard Roth, Coaching, Beratung und Gehirn. Neurobiologische Grundlagen wirksamer Veränderungskonzepte, Klett-Cotta, Stuttgart 2016, ISBN 978-3-608-94944-5.

- (Autorin), mit Gerhard Roth (Geleitwort), Die Rolle unbewusster und vorbewusst-intuitiver Prozesse im Coaching unter besonderer Berücksichtigung der Persönlichkeitsentwicklung des Klienten, Vandenhoeck & Ruprecht, Göttingen 2018, (zugleich Hochschulschrift: Dissertation, Universität Bremen, 2017), ISBN 978-3-525-40291-7.

- mit Gerhard Roth, Coaching und Beratung in der Praxis. Ein neurowissenschaftlich fundiertes Integrationsmodell, Klett-Cotta, Stuttgart, 2019, ISBN 978-3-608-96215-4.

### Beiträge in Sammelwerk
- Coaching und die Rolle des Unbewussten. Neurowissenschaftliche Erkenntnisse für eine wirksame Coaching-Praxis, in: Robert Wegener (Hrsg.), Silvia Deplazes (Hrsg.), Marianne Hänseler (Hrsg.), Hansjörg Künzli (Hrsg.), Stefanie Neumann (Hrsg.), Annamarie Ryter (Hrsg.), Wolfgang Widulle (Hrsg.), Wirkung im Coaching, Vandenhoeck und Ruprecht, Göttingen 2018, ISBN 978-3-525-402979, S. 57–73

- Coachingansätze im Überblick, in: Christopher Rauen (Hrsg.), Handbuch Coaching, Hogrefe, Göttingen 2021, ISBN 978-3-801-722593, S. 375–400.

### Zeitschriftenartikel
- Körperzentriertes Coaching und der Zugang zum Unbewussten, in: Organisationsberatung, Supervision, Coaching, Jahrgang 26, Nr. 3, 31. Juli 2019, S. 313–329.

| Personendaten    | Personendaten                                              |
| ---------------- | ---------------------------------------------------------- |
| NAME             | Ryba, Alica                                                |
| KURZBESCHREIBUNG | deutsche Wirtschaftspsychologin, Coach und Fachbuchautorin |
| GEBURTSDATUM     | 1982                                                       |